# Coppa KOVO 2008 (maschile)
La Coppa KOVO 2008, 3ª edizione della coppa di lega sudcoreana di pallavolo maschile, si è svolta dal 28 agosto al 7 settembre 2008: al torneo hanno partecipato 6 squadre di club sudcoreane e la vittoria finale è andata per la seconda volta agli Hyundai Skywalkers.

## Regolamento

### Formula
La competizione prevede tre fasi: una preliminare, una semifinale e la finale. 
- Nella fase preliminare le sei squadre provenienti dalla V-League vengono divise in due gironi tre squadre, al termine dei quali le prime due classificate accedono alla fase semifinale;
- Nella fase semifinale le due squadre provenienti da ciascun girone affrontano le due squadre classificate dall'altro girone, portandosi dietro il risultato del loro scontro diretto; al termine del turno le prime due classificate accedono in finale;
- In finale le due formazioni qualificate si affrontano in gara unica.

### Criteri di classifica
L'ordine del posizionamento in classifica è stato definito in base a:
- Numero di partite vinte;
- Ratio dei punti realizzati/subiti;
- Ratio dei set vinti/persi.

## Squadre partecipanti
| Girone A           | Girone B          |
| ------------------ | ----------------- |
| Hyundai Skywalkers | LIG Greaters      |
| KEPCO 45           | Samsung Bluefangs |
| Korean Air Jumbos  | Sangmu            |

## Torneo

### Fase preliminare

#### Gruppo A

##### Risultati
| 28 agosto 2008 Yangsan Indoor Gymnasium, Yangsan Durata: 1h:39 - Spettatori: 250    | KEPCO 45           | 1 - 3 | Korean Air Jumbos  | 25-22, 20-25, 17-25, 18-25 |
| 30 agosto 2008 Yangsan Indoor Gymnasium, Yangsan Durata: 1h:14 - Spettatori: 2 774  | Korean Air Jumbos  | 0 - 3 | Hyundai Skywalkers | 21-25, 13-25, 20-25        |
| 1º settembre 2008 Yangsan Indoor Gymnasium, Yangsan Durata: 1h:23 - Spettatori: 267 | Hyundai Skywalkers | 3 - 0 | KEPCO 45           | 25-20, 25-23, 25-20        |

##### Classifica
| Pos. | Squadra            | G | V | P | SV | SP | Ratio | PF  | PS  | Ratio |
| ---- | ------------------ | - | - | - | -- | -- | ----- | --- | --- | ----- |
| 1    | Hyundai Skywalkers | 2 | 2 | 0 | 6  | 0  | MAX   | 150 | 117 | 1,282 |
| 2    | Korean Air Jumbos  | 2 | 1 | 1 | 3  | 4  | 0,750 | 151 | 155 | 0,974 |
| 3    | KEPCO 45           | 2 | 0 | 2 | 1  | 6  | 0,167 | 143 | 172 | 0,831 |

      Qualificata alla fase semifinale.

#### Gruppo B

##### Risultati
| 29 agosto 2008 Yangsan Indoor Gymnasium, Yangsan Durata: 1h:17 - Spettatori: 245   | Sangmu            | 0 - 3 | LIG Greaters      | 23-25, 18-25, 21-25        |
| 31 agosto 2008 Yangsan Indoor Gymnasium, Yangsan Durata: 1h:23 - Spettatori: 1 754 | LIG Greaters      | 0 - 3 | Samsung Bluefangs | 18-25, 19-25, 24-26        |
| 2 settembre 2008 Yangsan Indoor Gymnasium, Yangsan Durata: 1h:36 - Spettatori: 321 | Samsung Bluefangs | 3 - 1 | Sangmu            | 25-20, 25-14, 18-25, 25-18 |

##### Classifica
| Pos. | Squadra           | G | V | P | SV | SP | Ratio | PF  | PS  | Ratio |
| ---- | ----------------- | - | - | - | -- | -- | ----- | --- | --- | ----- |
| 1    | Samsung Bluefangs | 2 | 2 | 0 | 6  | 1  | 6,000 | 169 | 138 | 1,225 |
| 2    | LIG Greaters      | 2 | 1 | 1 | 3  | 3  | 1,000 | 136 | 138 | 0,986 |
| 3    | Sangmu            | 2 | 0 | 2 | 1  | 6  | 0,167 | 139 | 168 | 0,827 |

      Qualificata alla fase semifinale.

### Fase semifinale

#### Risultati
| 3 settembre 2008 Yangsan Indoor Gymnasium, Yangsan Durata: 1h:59 - Spettatori: 327   | Korean Air Jumbos  | 3 - 1 | LIG Greaters       | 30-28, 32-30, 17-25, 25-17 |
| 4 settembre 2008 Yangsan Indoor Gymnasium, Yangsan Durata: 1h:20 - Spettatori: 513   | Hyundai Skywalkers | 0 - 3 | Samsung Bluefangs  | 26-28, 14-25, 24-26        |
| 5 settembre 2008 Yangsan Indoor Gymnasium, Yangsan Durata: 1h:48 - Spettatori: 458   | LIG Greaters       | 1 - 3 | Hyundai Skywalkers | 25-23, 29-31, 16-25, 21-25 |
| 6 settembre 2008 Yangsan Indoor Gymnasium, Yangsan Durata: 1h:21 - Spettatori: 1 616 | Samsung Bluefangs  | 0 - 3 | Korean Air Jumbos  | 21-25, 21-25, 23-25        |

#### Classifica
| Pos. | Squadra            | G | V | P | SV | SP | Ratio | PF  | PS  | Ratio |
| ---- | ------------------ | - | - | - | -- | -- | ----- | --- | --- | ----- |
| 1    | Samsung Bluefangs  | 4 | 3 | 1 | 9  | 4  | 2,250 | 313 | 277 | 1,130 |
| 2    | Hyundai Skywalkers | 4 | 3 | 1 | 9  | 4  | 2,250 | 318 | 287 | 1,108 |
| 3    | Korean Air Jumbos  | 4 | 3 | 1 | 9  | 5  | 1,800 | 330 | 320 | 1,031 |
| 4    | LIG Greaters       | 4 | 1 | 3 | 5  | 9  | 0,556 | 327 | 346 | 0,945 |

      Qualificata in finale.

### Finale
| 7 settembre 2008 Yangsan Indoor Gymnasium, Yangsan Durata: 2h:18 - Spettatori: 4 050 | Samsung Bluefangs | 2 - 3 | Hyundai Skywalkers | 25-23, 27-29, 21-25, 25-21, 13-15 |